# Island Lake River
Der Island Lake River ist ein 32 km langer Fluss im Norden der kanadischen Provinz Manitoba. 
Der Island Lake River fließt vom Island Lake 20 km in nördlicher Richtung zum Goose Lake. Diesen verlässt er in westlicher Richtung und mündet in den Beaver Hill Lake. Etwa einen Kilometer unterhalb des Island Lake beträgt der mittlere Abfluss 87 m³/s.